# Jesús Garay
Jesús Garay Vecino (født 10. september 1930, død 10. februar 1995) var en spansk fodboldspiller (midterforsvarer).
Garay tilbragte størstedelen af sin karriere hos Athletic Bilbao i sin fødeby, som han repræsenterede fra 1950 til 1960. Han spillede næsten 250 ligakampe for klubben, og var med til at vinde det spanske mesterskab samt tre udgaver af pokalturneringen Copa del Rey.
Senere i karrieren spillde Garay for både FC Barcelona og Malaga CF, og vandt med førstnævnte endnu en spansk pokaltitel. Han stoppede sin karriere i 1966.
Garay spillede desuden 29 kampe for Spaniens landshold. Han debuterede for holdet 13. marts 1953 i en venskabskamp mod Belgien. Han var en del af den spanske trup til VM 1962 i Chile og var på banen i én af spaniernes kampe i turneringen.

## Titler
La Liga
- 1956 med Athletic Bilbao

Copa del Rey
- 1955, 1956 og 1958 med Athletic Bilbao
- 1963 med FC Barcelona